# Charles de Ratibor et Corvey
Charles Egon prince de Ratibor et Corvey, prince de Hohenlohe-Schillingsfürst, (né le 7 juillet 1860 au château de Rauden, arrondissement de Ratibor (de) et mort le 11 avril 1931 au château de Corvey) est un avocat et homme politique allemand.

## Biographie
Il est issu de la famille Hohenlohe-Schillingsfürst. Son père est Victor Ier duc de Ratibor et sa mère Amalie de Fürstenberg.
Ratibor étudie le droit à l'université de Göttingen et à l'université rhénane Frédéric-Guillaume de Bonn. Il est membre du Corps Borussia Bonn depuis 1882 et du Corps Saxonia Göttingen depuis 1890, où il est déjà concubin en tant qu'étudiant. Il obtient son doctorat. Il accomplit ensuite le service préparatoire habituel dans l'administration prussienne de la justice et de l'administration. En 1887, il est nommé évaluateur du gouvernement. De 1887 à 1896, il est administrateur de l'arrondissement de Lublinitz. Depuis 1896, il est directeur de la police à Wiesbaden avec le titre honorifique de chef de la police. De 1902 à 1910, il est président du district d'Aurich et de 1910 à 1911 président du district de Coblence. Entre 1911 et 1919, il est haut président de la province de Westphalie. La même année, il quitte la fonction publique. Dans le cadre de sa fonction de haut président, il est également conservateur de l'Université de Münster et de l'Association des antiquités de Westphalie. Il occupe d'autres postes honorifiques dans divers domaines de l'administration du canal. Il est membre du parlement provincial de Silésie (de). Des rues de Wiesbaden et Aurich portent son nom (Prinz-Ratibor-Straße).